# Zaccar
Zaccar là một đô thị thuộc tỉnh Djelfa, Algérie. Dân số thời điểm năm 2002 là 3.142 người.